# Stanisław Szapka Chotolski
Stanisław Szapka Chotolski herbu Lubicz IV – rotmistrz pospolitego ruszenia województwa witebskiego w 1655 roku.
W czasie wojny polsko-rosyjskiej 1654–1667 dostał się do niewoli rosyjskiej. W 1655 roku podpisał laudum sejmiku zesłanej szlachty województwa witebskiego w Kazaniu.